# Amicla (re di Sparta)
Amicla  (in greco antico: Ἀμύκλας?, Amǘklās) è un personaggio della mitologia greca. Fu il secondo re di Sparta.

## Genealogia
Figlio di Lacedemone e di Sparta, sposò Diomeda e divenne padre di Cinorta, Giacinto, Argalo, Laodamia (o Leanira), Polibea

## Mitologia
Successe al padre e fu succeduto dal figlio Argalo.
Amicla è il mitico fondatore della città di Amicle, nella Laconia centrale.